# William Bruce
William Bruce (ur. ok. 1560 w Stanstill, w hrabstwie Caithness, zm. po 1613) – szkocki duchowny, żołnierz, dyplomata, profesor Akademii Zamojskiej. 

## Życiorys
Z nieznanych powodów wcześnie opuścił Szkocję. Udał się do Francji, gdzie rozpoczął studia prawnicze. Tytuł doktora praw uzyskał w 1586 roku na uniwersytecie w Cahors. Dwa lata później został wykładowcą prawa rzymskiego w Tuluzie. 
Około roku 1590 wyjechał do Rzymu, gdzie przebywał do 1592 roku, piastując nieznane stanowisko w kurii papieskiej. Z Rzymu udał się do Niemiec, gdzie w Würzburgu uzyskał katedrę prawa rzymskiego na miejscowym uniwersytecie. Zajmował ją do 1594 roku. Zetknął się tam ze studentami z Polski. 
Następnie udał się na Górne Węgry (dzisiejszą Słowację), gdzie zaciągnął się do walki z Turkami. Stamtąd wyjechał do Rzeczypospolitej, gdzie jego opiekunem został Mikołaj Komorowski. W dwa lata po przybyciu do Rzeczypospolitej William Bruce otrzymał zaproszenie od Jana Zamoyskiego na katedrę prawa rzymskiego w nowo założonej Akademii Zamojskiej. W roku 1600 został wysłany przez Zamoyskiego do Anglii w celu uzyskania schronienia dla Zygmunta Batorego. Po powrocie wziął udział w wyprawie inflanckiej Jana Zamoyskiego, dowodząc oddziałem jazdy. 
W 1602 roku ponownie opuścił Polskę i udał się do Szkocji. Z ramienia Stuartów był tam negocjatorem w pertraktacjach szkocko-angielskich o unię. W 1603 roku na polecenie Jakuba I udał się do Rzeczypospolitej z misją dyplomatyczną. Następnie był doradcą posła polskiego na dworze angielskim, Stanisława Cikowskiego. Później był agentem handlowym Anglii w Elblągu. Dalsze losy nie są znane – ostatni akt jego działalności został zanotowany w 1613 roku.

## Dzieła
William Bruce opracował plan ogólnoeuropejski ligi antytureckiej Ad principes populumque Christianum de bello adversus Turcos gerendo. Dzieło zostało wydrukowane przez jedną z krakowskich oficyn wydawniczych. W tej broszurze wskazywał na możliwość pokonania Turków poprzez zbiorową akcję państw europejskich z Rzecząpospolitą na czele. W Zamościu wydał De Tartaris diairum dotyczące organizacji państwa i stosunków w Chanacie Krymskim. Za największe dzieło Bruce’a uważano rękopis – A Relation of the State of Polonia and the Provinces United with that Crowne, Anno 1598, jednak ostatnie odkrycia wskazują, że autorem tego dzieła był John Peyton (1579-1635). 